# Codonopsis nepalensis
Codonopsis nepalensis är en klockväxtart som beskrevs av Hiroshi Hara. Codonopsis nepalensis ingår i släktet Codonopsis, och familjen klockväxter.
Artens utbredningsområde är Nepal. Inga underarter finns listade i Catalogue of Life.